# Cairnsimyia excavata
Cairnsimyia excavata är en tvåvingeart som beskrevs av Mcalpine 1968. Cairnsimyia excavata ingår i släktet Cairnsimyia och familjen myllflugor. Inga underarter finns listade i Catalogue of Life.